# おかえり祭り
おかえり祭り（おかえりまつり）は、石川県白山市美川地区市街地にて、毎年5月の第3土曜日・日曜日に行われる、藤塚神社の春季例祭である。

## 概要
初日（土曜日）は神幸祭（しんこうさい）、2日目（日曜日）が還幸祭（かんこうさい）といわれ、11の町と船職組（昔の船大工）、家方（やかた）組（建築職組）から計13台の3輪の台車（だいぐるま）と呼ばれる山車が巡行する。また祭りの特長の一つともいえる、八角型の神輿がラッパ衆のにぎやかなラッパに先導され美川の町を担ぎ出す。また金曜日には宵宮（よんめ・この地方の方言）が行われる。
藤塚神社は方位、鬼門除けの神を祀っており、古くは藤塚村と呼ばれた当地の表鬼門の場所が高浜御旅所（高浜宮殿）〔仮宮〕、裏鬼門が藤塚神社本社であった。1日目の神幸祭には、裏鬼門の藤塚神社から表鬼門の高浜御旅所（高浜宮殿）へ、2日目の還幸祭には逆に表鬼門から裏鬼門へ、神輿とそれに渡御して13基の台車が曳き出される。還幸祭では、高浜御旅所（高浜宮殿）より本社である藤塚神社へ神輿と台車が戻る際、10町の内1町の通り「おかえ（お還）り筋」を通って戻ることがおかえり祭りといわれる由来となっている。
祭礼の起源は、古くは藤塚村、のちに本吉（本吉湊）といわれた北前船で栄えた街並みが現在のように整った元禄年間（1688年-1704年）以降の250年から300年程前といわれているが、これまで美川（本吉）では町全体が焼失するほどの2回の大火を含む火災が5回あり、起源を示す史料が残っていない。なお祭礼の史料としては、1811年（文化8年）4月に本吉奉行所が出した「御祭礼札に付いての注意」が記録として残っており、そのころには既に行われていたといえる。
御旅所である高浜御旅所（高浜宮殿）付近の道路には、露店（的屋）が数多く並ぶ。
祭礼は、1966年（昭和41年）まで5月29日、30日、それ以降は5月22日、23日に行なわれていたが、現在は5月第3土曜・日曜日に行われている。
なお、2001年（平成13年）12月25日には、石川県の無形民俗文化財に指定されている。

## おかえり筋（お還り筋）
2日目の還幸祭で高浜御旅所（高浜宮殿）より10町（実際は11町だが、新町は東西の2町で1町）の内1町の通りを通って本社である藤塚神社へ神輿と台車が戻るが、その通りをおかえり筋という。各町の通りにおかえり筋が巡ってくるのは10年に一度のことであり、担当町内の家々は、祭礼に向け家を修理し、畳を替え、調度品を揃え、軒先に御神燈と書かれた丸提灯を立てるなどの準備をする。
還幸祭当日は夜の7時からの神事「新遷の儀」の後お発ちとなるが、各家々では数多くの料理やお酒を用意し、親戚や知人・友人、取引先など数多くの人を招き、深夜まで盛大にもてなす。また、お帰りの台車が通ると、引手の男衆、関係者なども家に上げて料理や酒を盛大に振舞うのだが、これが何軒も続くこととなる。以前は縁もゆかりもない見物客にまで家に上げて豪勢に振舞ったそうである。

## 獅子舞
おかえり獅子と呼ばれる、加賀獅子の系統を汲む大きな胴体を持つ獅子である。

## ラッパ衆と神輿
ラッパ衆と旗手、神輿の担ぎ手は美川校下青年団が受け持つ。青年団は、黒紋付、袴に白たすきを掛け、白はちまきを巻き、足元は白足袋姿の凛々しい姿で、ラッパ衆は脇に扇子を差し、肩にはビューグル（バルブを持たないラッパ）を掛けている。
ラッパ衆と旗手は進行方向とは逆を向き（後ろ向き）、ラッパ衆は横並びに肩を組み隊列を組み、ラッパを吹き音頭を取りながら、旗手は飛び跳ねながら両手で団旗を大きく振り、神輿隊を鼓舞しながら後ろ向きに進む。神輿隊は神輿を担ぎあとから続く。ラッパ隊は1930年（昭和5年）ころから始まったとされる。

### 神輿
神輿は先代の神輿と、現在担ぎ出される2基が現存する。1836年（天保7年）、先々代の神輿を1834年（天保5年）に焼失したため、新たに北前船で財をなした豪商の廻船問屋紺屋三郎衛門が寄進した八面4扉型の神輿である。
大津坂本の日吉大社の神輿を参考に、大工の奥屋與左衛門が制作したもので、のちに閑院宮から許しを得て、屋根には16弁の菊花紋が付けられた。また、1857年（安政4年）3月、京都仁和寺御室御所より菊花紋章入り神輿の上絹日覆と錫杖が下賜され、これまで門外不出と伝わっている。この神輿と菊花紋章入り日覆、錫杖と由緒書は、1976年（昭和51年）4月17日に美川町（現白山市）の有形文化財（工芸品）に指定された。
なお、現在担ぎ出している神輿は1980年代になって新たに制作されたやや小型のもので、通常は先代の神輿が藤塚神社、担ぎ出す新しい神輿は御旅所内に安置されているが、祭礼当日は、藤塚神社よりお発ちになるため逆になる。
また、祭礼に関わる男性の衣装が紋付・袴に白足袋、白鼻緒の雪駄の装束なのは、天皇家からの下賜に対して、敬意を示すために正装で参加しており、現在まで綿々と続いているものである。

## 台車（山車）
11の町（新町は東西2町）と船職組（昔の船大工）、家方組（建築職組）から出る13台の台車（だいぐるま）は、京都の祇園祭の鉾山を模して造られたとされ、前輪が直径約90cmの1輪、後輪は約1m80cmの大きな2輪の3輪車である。車輪の上には、1台が桜の花が満開の老木を模した台車、7台が大きな傘を開いた傘鉾型台車、5台が4本柱に唐破風屋根の屋台型（1台は船形）台車となっている。
各台車には、堆黒（ついこく）の漆絵、金箔、金工、彫刻など、美川の伝統工芸である美川仏壇の技術が注ぎ込まれている。また車輪からは大きな軋み音が出るが、わざわざ車軸と車輪の間に油を塗布した小端を挟んでいるからである。夜になると提灯が付けられ灯りが灯される。また町角を曲がるときは前輪を持ち上げて曲がる。なお、13台分の山倉は御旅所となる高浜宮殿境内にある。
毎年、台車の巡行順はくじで決められるが、今町は一番山と決まっている。また末広町は十三番山（最後尾）と決められていたが、現在はくじを引いている。

### 南町
出典:
屋台型台車
- 創建は天保年間（1830年 - 1843年）。
- 人形は蘭陵王入陣曲舞（元は中町の所有であった）。

1935年（昭和10年）、傘鉾型から唐破風屋根に改造した。

### 中町
出典:
屋台型台車
- 高さ約5.3mで、全13台中最も大きい。
- 創建は文化・文政年間（1804年 - 1829年）。
- 人形は蘭陵王の舞で1879年（明治12年）に新調した。

1910年（明治43年）、入母屋妻入軒唐風屋根に改造した。

### 北町
出典:
傘鉾型台車
- 創建は1825年（文政8年）〔墨書きあり〕。
- 1827年（文政10年）に修繕と塗箔を施し現在の姿になった。
- 人形は手力尊（天手力雄神）（立山劔岳主神）。

### 西新町
出典:
傘鉾型台車
- 創建は文化・安政（1804年 - 1857年）。
- 人形は応神天皇を抱いた武内宿禰。

### 東新町
出典:
傘鉾型台車
- 創建は不明。1923年（大正12年）に再建、1957年（昭和32年）に塗箔。
- 人形は日本武尊（蝦夷征伐の場）。

### 永代町
出典:
傘鉾型台車
- 創建は安政年間（1804年 - 1859年）。
- 人形はなく、中央に直径4尺（約121cm）の大太鼓を置き、4、5人の子供達が狩衣姿で祭囃子に合わせ叩く[15]。

### 今町
出典:
老桜樹台車
- 創建は天保年間（1830年 - 1843年）。
- 人形はなく、台車前方に鳥居、中央に満開の桜の老木を設置している。
- 1901年（明治34年）に老桜樹台車の形に修繕され、1929年（昭和4年）に鳥居と仗旗などを設置し、現在の形となった。
- 巡行のくじ引きには参加せず、必ず一番山を務める。

### 神幸町
出典:
傘鉾型台車
- 創建は不明。1851年（嘉永4年）に修繕され現在の形になった。
- 前人形は猿田彦命。

### 浜町
出典:
屋台型台車
- 創建は天保年間（1830年 - 1843年）。
- 屋根は入母屋平入軒唐破風前後面千鳥破風付屋根。
- 前人形は楊貴妃。

### 末広町
出典:
傘鉾型台車
- 創建は不明。1896年（明治29年）の大洪水により流失しており、1927年（昭和2年）に再建造されている。
- 人形ではなく、神鏡と榊と御幣が飾られる。

### 和波町
出典:
傘鉾型台車
- 創建は天保年間（1830年 - 1843年）で、1930年（昭和5年）に再建造されている。
- 人形は豊臣秀吉。

### 船職組
出典:
屋台型（船型）台車
- 創建は不明。
- 台車は船職大工により制作された船型の台車であり最高傑作とされる。
- 屋根は向唐破風屋根。
- 人形は呉の「伍子胥（ごししょ）」（中国春秋時代の武将・政治家）。

### 家方組
出典:
屋台型台車
- 創建は天保年間（1830年 - 1843年）で、1867年（慶応3年）に修繕、1875年（明治8年）に向唐破風屋根に変更し、現在の形となった。
- 前人形は巫女の舞「天鈿女命（あめのうずめのみこと）」。